# 1&1 Ionos
IONOS es una empresa alemana de telecomunicaciones con sede central en Montabaur (Alemania). Fundada en 1988 por Ralph Dommermuth, la compañía es conocida en España principalmente por sus servicios de alojamiento web, correo electrónico y creación de páginas web, soluciones en la nube, entre otros.

## Historia
En 1988, Ralph Dommermuth y Wendelin Abresch fundaron la empresa de telecomunicaciones 1&1 EDV-Marketing GmbH, que en 1996 puso en marcha sus propios servicios en línea. Con la compra, años más tarde, de la empresa Schlund+Partner, la empresa entró al mercado del alojamiento web.
En el año 2000, nace United Internet AG, que desde entonces se desarrolla en el negocio de brindar servicios de Internet.
Ese mismo año, la empresa comienza a ofrecer alojamiento web en Gran Bretaña y Francia y desde 2001, servidores dedicados para particulares y empresas. Dos años después, 1&1 entra en el mercado norteamericano y en 2007 entra en el mercado español con la fundación de 1&1 Internet España SLU en Madrid, centrada en la oferta de tarifas de alojamiento web.

## Nombre de empresa
Con la adquisición en 2017 del fabricante de software ProfitBricks por parte de United Internet AG, ambas empresas se fusionan en 1&1 Ionos, nombre comercial que pasa a sustituir a las marcas anteriores 1&1 Internet SE y ProfitBricks en sus principales mercados.
Desde entonces, ha habido cambios en el nombre de empresa. El último cambio realizado en el nombre de empresa fue eliminar por completo el 1&1 de la marca y renombrar la marca a Ionos.

## IONOS ES
La filial española de 1&1 Ionos nace en 2007 y se asienta en Alcobendas, Madrid. En 2013, adquiere a la empresa española Arsys, líder en el sector del alojamiento web en España. Desde entonces, 1&1 Ionos España ofrece alojamiento y computación en la nube para pymes y emprendedores con paquetes de correo electrónico, página web y alojamiento, entre otros servicios.

## Sedes
Además de la central fundacional en Montabaur, el grupo mantiene otras sedes alemanas en Berlín, Múnich, Zweibrücken y Karlsruhe. A nivel internacional, tiene presencia en Reino Unido, Francia, EE. UU., Italia, Austria, España, Canadá, México, Polonia y las Filipinas. Ionos opera en 18 países y tiene sus centros de datos en Europa y EE. UU.

## Productos y servicios
IONOS ofrece servicios de alojamiento web, correo electrónico, creación de páginas web y soluciones en la nube, entre otros. Ionos también actúa como registro de dominios.
Según un estudio publicado por IONOS en octubre de 2023, la inteligencia artificial (IA) se vuelve cada vez más importante para empresas de todos los tamaños, especialmente en España. Debido al desarrollo observado y a la percepción positiva, Ionos está incorporando la inteligencia Artificial (IA) en sus herramientas. Esto incluye productos y servicios de, por ejemplo, correo electrónico o creación de páginas web.

## Atención al cliente
La atención al cliente de IONOS se destaca por su excepcional calidad y dedicación, lo que la ha llevado a obtener, durante varios años consecutivos, el prestigioso premio a mejor servicio de atención al cliente en la categoría de hosting. Este reconocimiento es testimonio del compromiso de IONOS por ofrecer una experiencia superior a sus usuarios, asegurando que cada cliente reciba apoyo profesional y personalizado en todo momento.
Además, la reputación de IONOS en plataformas de evaluación como Trustpilot respalda su excelencia en atención al cliente. En ionos.es, los usuarios valoran su rapidez, eficacia y amabilidad al resolver inquietudes, lo que convierte a este proveedor de hosting en una opción preferida para aquellos que buscan no solo servicios de calidad, sino también un soporte robusto que respalde su presencia en línea.
Sin duda, IONOS ha cimentado su posición como líder en el sector, gracias a un equipo de atención al cliente que siempre está disponible para ayudar, guiando a los usuarios en cada paso del camino y garantizando una experiencia fluida y sin contratiempos. Esto, combinado con su innovación en tecnología y soluciones, hace de IONOS una opción insuperable para quienes valoran la calidad y el servicio en el mundo del hosting.

## Estudios y trabajos de investigación
Desde 2021, IONOS participa activamente en una investigación para conocer los niveles de digitalización de las pequeñas y medianas empresas (pymes). La iniciativa consiste en encuestar a empresas españolas, de otros países de la Unión Europea, inglesas y estadounidenses para obtener información sobre la importancia y el desarrollo de la digitalización. Este estudio se realiza en cooperación con YouGov, un grupo internacional de análisis e investigación de datos.
Ionos también ha realizado otros estudios como, por ejemplo, el Estudio sobre las aspiraciones y los temores profesionales de la población española que muestra que más de la mitad de los españoles aspira a crear su propio negocio.

## Estrategia Climática 2030
El 18 de agosto de 2023, la empresa IONOS presentó su estrategia climática. El objetivo consiste en reducir las emisiones de carbono de 2019 en un 55 % hasta 2030.
La estrategia climática propuesta por Ionos para conseguir reducir las emisiones de carbono se divide en 3 pasos: cambiar los generadores diésel por generadores de biocombustibles (siempre y cuando sea posible), alimentar las instalaciones de IONOS in situ con energía renovable, así como deshacerse de la dependencia de las compensaciones de carbono y controlar la contaminación en la cadena de valor.

## Distinciones
- Servicio de Atención al Cliente del Año (Sotto Tempo Advertising[12] 2020)

## Patrocinios
Actualmente es el patrocinador principal del club de fútbol alemán, Borussia Dortmund y de la escudería de Fórmula 1, Haas F1 Team. También es el patrocinador oficial de todas las competiciones de la liga española de baloncesto ACB para las temporadas 2023-24, 2024-25 y 2025-26. 